# Grito de Capotillo

Santiago Rodríguez Masagó.

El Grito de Capotillo es considerado el acto con que dio inicio a la Guerra de Santo Domingo o Restauración que buscaba la Independencia de Santo Domingo del Reino de España y que fue iniciada por Santiago Rodríguez Masagó el 16 de agosto de 1863.

## Historia

Bandera utilizada durante el Grito de Capotillo.

El 16 de agosto de 1863 en La Visite, cerca de Ouanaminthe en Haití se reunieron los revolucionarios Santiago Rodríguez, Benito Monción, Juan de la Mata Monción, Eugenio Belliard, Segundo Rivas, Juan de la Cruz Álvarez, Alejandro Bueno, Pablo Reyes, San Mézquita, Tomás de Aquilino Rodríguez, General José Cabrera, Sotero Blan, el español José Angulo y una persona desconocida mientras del lado español de la frontera esperaban otro grupo de revolucionarios entre los que se encontraban Juan Antonio Polanco y Pedro Antonio Pimentel.
El 16 de agosto de 1863 los revolucionarios armados de machetes y pocos fusiles dirigidos por Santiago Rodríguez aprovecharían que el Gobierno Español dispuso el desplazamiento de las guarniciones fronterizas, y el Batallón La Corona con una sección de artillería y otra de cazadores hacia San Felipe de Puerto Plata y Santiago de los Caballeros para entrar a territorio español e ir al cerro de Capotillo Español donde izaron la bandera del extinto estado dominicano confeccionada por el oriundo de Saint Thomas, Huberto Marsán, al son de una diana junto con redobles de tambores.
El Grito de Capotillo serviría de inspiración para el Grito de Yara en Cuba y el Grito de Lares en Puerto Rico que ocurrieron durante el Sexenio Revolucionario.

## Fiesta nacional

### Día de la Restauración

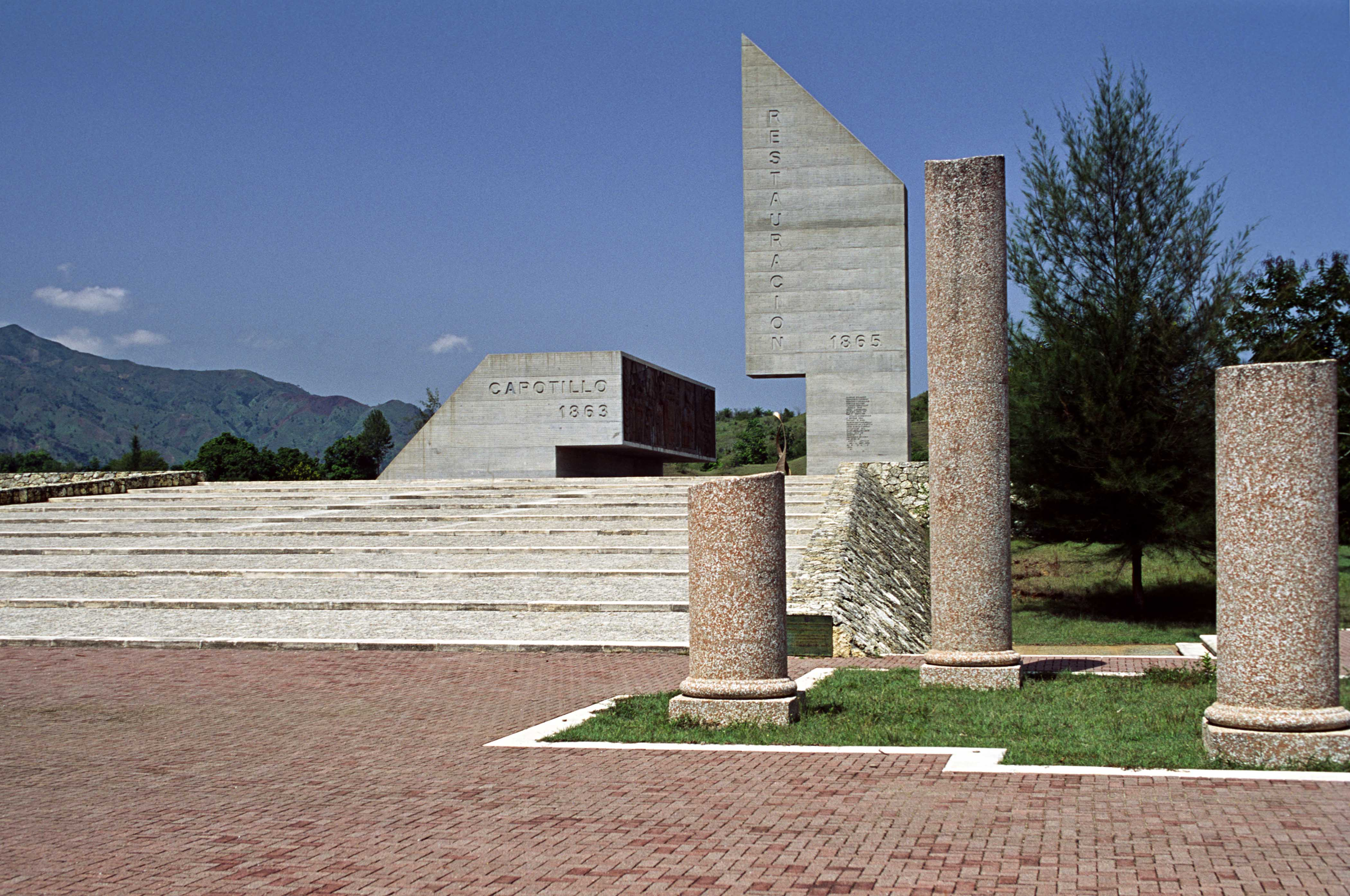
Monumento a la Restauración en Dajabón.

El 11 de agosto de 1864 el Gobierno Provisorio insurrecto de José Antonio Salcedo con sede en Santiago de los Caballeros declaró el 16 de agosto como día de fiesta nacional y adquirió categoría constitucional desde la reforma constitucional del Pacto Sustantivo de la Nación del 14 de noviembre de 1865.

## La actualidad

### Toma de posesión del presidente de la República Dominicana

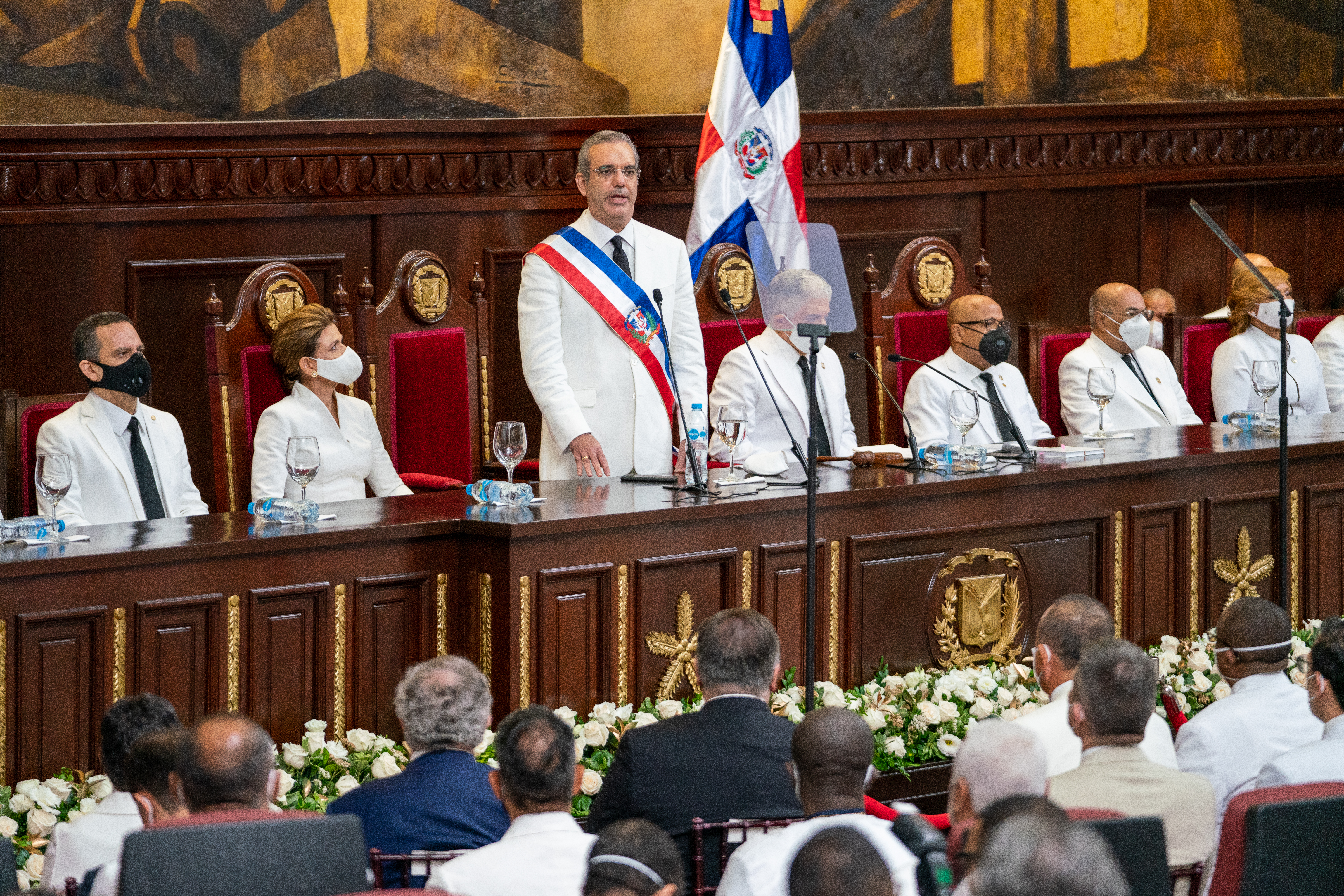
La toma de posesión del actual presidente Luis Abinader el 2020.

El 3 de marzo de 1930 es derrocado el presidente Horacio Vásquez, asumiendo la jefatura del estado Rafael Estrella Ureña y el mismo día de su acenso al poder establece que el siguiente presidente lo será el mismo día de la restauración, el 16 de agosto de 1930. El presidente Estrella Ureña dijo:

“Tócame, en efecto presidir los destinos del pueblo dominicano, en el momento solemne en que todos los partidos se preparan a debatir en edificante lucha cívica bajo la época del gobierno que debe proteger los derechos de todos con absoluta igualdad de oportunidades puedan elegir al hombre a quien debo trasmitir la poderosa carga del poder el próximo 16 de agosto.”
Rafael Estrella Ureña

Rafael Leónidas Trujillo fue el primero en asumir el 16 de agosto, sin embargo la mayoría de presidentes posteriores han asumido en fechas diferentes como Manuel de Jesús Troncoso que asumió el cargo el 7 de marzo de 1940 por la muerte de Jacinto Peynado, mientras que Rafael Leónidas Trujillo volvería a ocupar la presidencia pero el 18 de mayo de 1942 (tuvo una toma de posesión en 1947) debido a la renuncia de Jesús Troncoso y luego de que renunciara Héctor Trujillo el 3 de agosto de 1862 ningún presidente volvería a tomar posesión un 16 de agosto hasta que concluyera el 16 de agosto de 1970 el primer mandato del segundo Gobierno de Joaquín Balaguer. Debido al suicidio de Antonio Guzmán asumiría la presidencia un 4 de julio de 1982 Jacobo Majluta y no es hasta el 16 de agosto de 1982 con la llegada de Salvador Jorge Blanco que todos los presidentes de la República Dominicana ocuparían el cargo el 16 de agosto de manera ininterrumpida hasta la actualidad.